# Snack

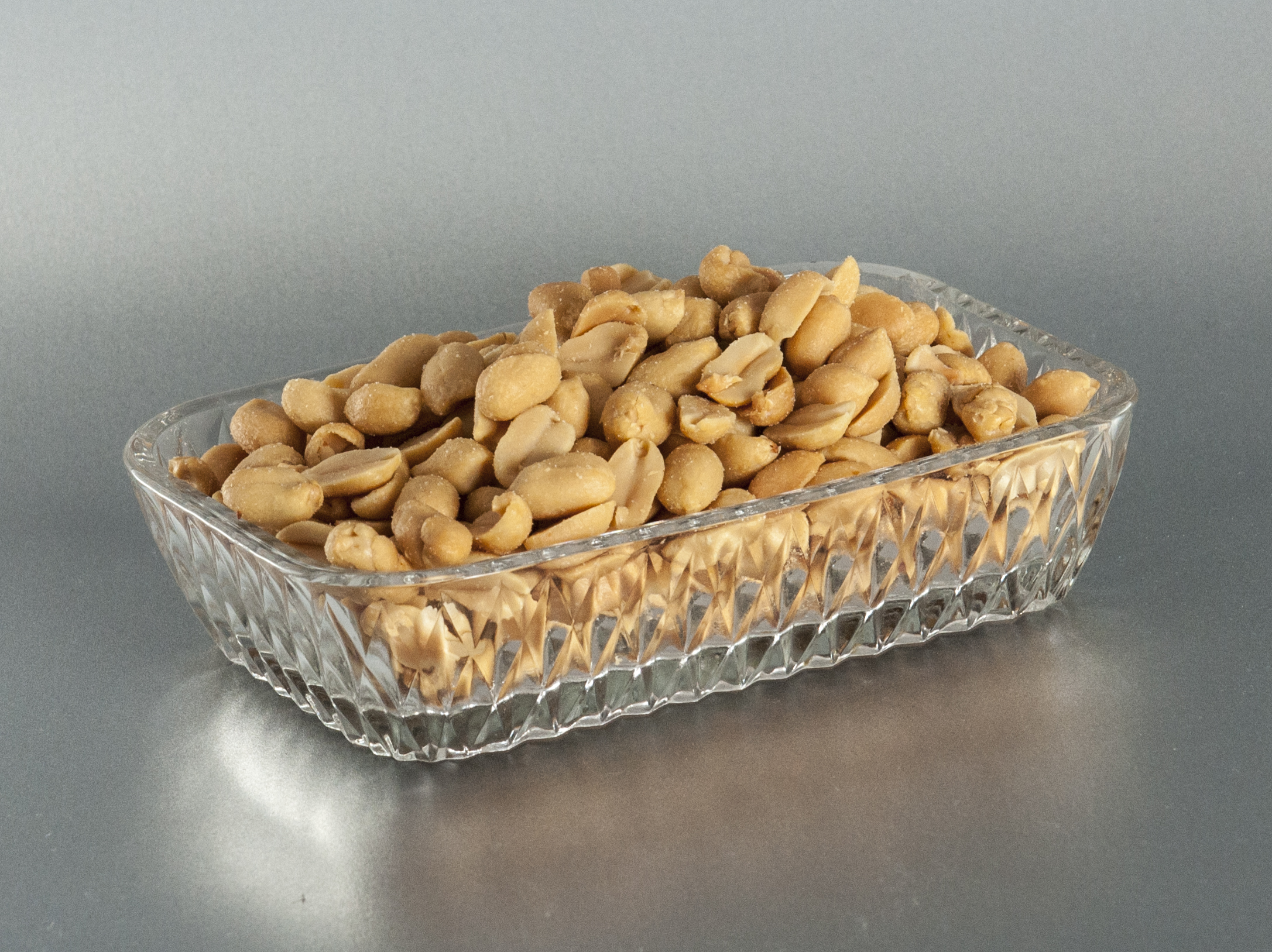
cacauet

Un snack és un aliment envasat en petites porcions destinat a ser consumit fora dels àpats principals (esmorzar, dinar, menjar, berenar o sopar). Generalment es fa servir per satisfer la gana temporalment, proporcionar una mínima quantitat d'energia per al cos, o simplement per plaer. Són snacks típics els cacauets, les crispetes de blat de moro, les patates fregides, les pipes o els festucs.
Aquests aliments contenen sovint quantitats importants d'edulcorants, conservants, saboritzants, sal comuna, i altres ingredients atractius, com la xocolata, cacauets i sabors especialment dissenyats (com en les patates fregides condimentades). Moltes vegades són classificats com menjar escombraria en tenir poc o cap valor nutricional, excés d'additius, i no contribuir a la salut general.
Els snacks generen milers de milions de dòlars de beneficis anualment. És un mercat enorme i un gran nombre d'empreses lluita constantment per dominar-lo, tenint en compte que és un mercat en creixement.

## Aspectes generals
Els aliments tipus snack sempre han estat una part important en la dieta de moltes persones. Molts aliments poden ser utilitzats com snacks, sent els més populars les patates fregides, fregits de blat de moro, pretzels, nous i snacks extrudits (Maga 2000). No obstant això, una qüestió interessant que ha sorgit des de fa temps, rau en la definició o categorització del que és un "snack" o "aliment tipus snack ", ja que no es pot assignar a un sol estil de producte o aliment. A part d'això, cert tipus d'aliments que van ser extremadament populars en el passat no van ser considerats culturalment ni històricament com a aliments snack, encara que a causa dels canvis dràstics en els estils de vida i en les tècniques de comercialització, aquests productes van passar a ser considerats com aliments tipus snack de la nit al dia (Booth 1990).
Tot i que els snacks són altament populars, a causa del seu alt contingut de sal i greix, els fabricants han hagut de lluitar durant molt de temps amb la imatge de menjar escombraria, encara que el terme sigui d'alguna forma injust, ja que és utilitzat per identificar aquells productes amb alt contingut de carbohidrats simples o sucres refinats, rics en greixos i amb quantitats elevades de sodi (COA 2002). Aquesta imatge ha canviat amb la introducció de nous substituts dels greixos i algunes tecnologies com l'extrusió (Wang 1997). A més a més, els aliments tipus snack poden ser redissenyats per ser nutritius, contenint micro-nutrients, fitoquímics i vitamines antioxidants, ingredients que els fan atractius al consumidor, reunint al mateix temps els requeriments de regulació. També es poden elaborar algunes barreges de grans amb fruites, vegetals i alguns extractes i concentrats per a l'elaboració de productes que posseeixin un alt valor nutricional (Shukla 1994).

## Producció i consum
Una mostra clara de la importància dels snacks en el mercat d'aliments processats, són les vendes anuals que suposen. Als Estats Units fins al 1997 s'ha vingut presentant un increment en les vendes, augmentant al voltant de 4 mil milions de dòlars en el període comprès entre 1990 i 1997, consumint al voltant de 10 kg. per capita. D'aquest total els snacks més consumits són les patates fregides (31,7% del total) i els totopos (20,9%); en cinquè lloc es troben els snacks extrudides amb un 5,5%. A Mèxic les vendes anuals de snacks van aconseguir el 1997 un valor de 40 mil milions de pesos segons l'Associació Mexicana d'Estudis per a la Defensa del Consumidor (AMEDEC); aquesta xifra es veu sustentada en la clara preferència del públic mexicà per aquests productes salats, més que evident en els 416 pesos anuals "per capita" gastats en el seu consum (Benítez-Aguilar 1998). D'acord amb la indústria Barcel, a Mèxic, entre els snacks més consumits es troben les patates fregides (35,5%), els fregits a base de truita (21,3%), els productes extrudits (pellets) (15,04%) i els extrudits directament expandits (9,3%).

## Elaboració
Des de la invenció de les patates fregides per George Crum el 1853, les tècniques per l'elaboració d'aliments tipus snack són molt diverses i canviants. Suhendro i col. (1998) van utilitzar el procés de nixtamalització (cocció amb calç) per a l'elaboració d'un snack de tercera generació a partir de sorgo, el qual van expandir fregint-lo posteriorment. Es va trobar que en augmentar el temps de cocció s'incrementava el contingut d'humitat del nixtamal (gra cuit), l'expansió i el contingut d'oli del pellet fregit. Aquests pellets van obtenir una mitjana d'expansió d'aproximadament 2.9 i van elaborar snacks a partir de blat de moro i soja, per extrusió, trobant un efecte negatiu sobre l'expansió i un increment en la duresa, però, en comparar el producte amb un snack comercial, van trobar que sensorialment era acceptable i que la qualitat nutricional era millor.

## Matèries primeres en l'elaboració de snacks
La indústria dels snacks és molt variable, degut en part als canvis en els estils de vida dels consumidors. És per això que constantment s'ha d'estar innovant en la producció de nous snacks, jugant un paper molt important els ingredients utilitzats per la seva elaboració, proporcionant característiques nutricionals i sensorials adequades per al mercat actual (Pszczola 2002). Les matèries primeres utilitzades principalment en l'elaboració de snacks són alguns cereals i tubercles, que de vegades són enriquits amb algunes fonts riques en proteïna. El blat de moro, la patata i la soja són els principals representants de cada un dels grups esmentats (Moore 1994, Miller 1995, Harper 1995).